# Yosvani González
Yosvani González Nicolás (18 de abril de 1988) é um voleibolista profissional cubano.

## Carreira
Yosvani González é membro da seleção cubana de voleibol masculino. Em 2016, representou seu país nos Jogos Olímpicos de Verão no Rio de Janeiro, que ficou em 11º lugar.